# Juhel Bérenger de Rennes
 Juhel ou Judicaël (forme hypocoristique de Juhel) Bérenger, comte de Rennes actif de 930 à 970 environ. Son fils, Conan Ier de Bretagne, sera duc de Bretagne de 990 à 992.

## Origine
L’origine familiale de Juhel Bérenger est incertaine. Aux XIe et XIIe siècles, la plus grande obscurité régnait déjà sur ce point, comme le démontrent les approximations d’un tableau généalogique dressé à  l’abbaye Saint-Serge d'Angers, qui indique que le père de Bérenger serait Pascweten, fils d’Alain Ier de Bretagne. Malheureusement, rien ne permet de confirmer cette filiation, ni d’expliquer l’apparition du nom de Bérenger à cette époque dans la dynastie des comtes de Vannes et rois de Bretagne.
L’historien Pierre Le Baud, dans la seconde rédaction des Cronicques & Ystoires des Bretons, donne à Juhel Bérenger la généalogie suivante :
1. Modérand, comte de Rennes au IXe siècle (?) et gendre (sic ?) du roi Salomon de Bretagne ;
2. Salomon, comte de Rennes (?) ;
3. Bérenger ;
4. Juhel Bérenger.

Cette généalogie, que n’appuie aucun document historique, a été contestée dès le XVIIIe siècle par l’historien Dom Lobineau. Le savant bénédictin, suivi en cela par Arthur de La Borderie, considérait Juhel Bérenger comme le fils d’un « comte Bérenger » actif vers 890, qui aurait été frère  de Judicaël et aussi le fils de Gurwant, le gendre du roi Erispoë, qui contrôlait une partie de la Bretagne après la mort du roi Salomon. Aucun document ne confirme non plus cette filiation.
Actuellement, on peut constater que si Bérenger portait un nom d’origine germanique — ce qui implique des liens avec la noblesse franque —, ses descendants directs, qui ont contrôlé le comté de Rennes jusqu’en 1066, portaient des noms bretons.
Selon l’hypothèse avancée dès 1984 par Hubert Guillotel et André Chédeville et confirmée depuis par les études onomastiques effectuées par Christian Settipani et Katharine Keats-Rohan,  Bérenger serait un petit-fils de Bérenger II de Neustrie, dont une fille (de nom inconnu) aurait contracté un mariage dans une grande famille bretonne vraisemblablement apparentée au roi Erispoë, et donc au « Princeps » Judicaël, mort en 888.
L’intervention de ce facteur féminin dans sa généalogie permet d’expliquer le problème, crucial pour l’époque et le milieu social, de la transmission du nom. Le comte de Rennes s’appelait Bérenger comme son grand-père maternel, mais ses descendants auraient privilégié les noms royaux d’origine bretonne, de leur lignée paternelle, pour justifier leurs prétentions au contrôle politique du pays.
Dans son ouvrage de 2002, Joëlle Quaghebeur conserve cette filiation, mais, selon elle, c'est le « princeps » Judicaël lui-même qui épouse une fille du marquis Bérenger. Elle distingue de plus leur fils « Bérenger » et leur petit-fils « Juhel ou Judicaël Bérenger »

### Union et postérité
Le nom de l’épouse de Juhel Bérenger n’est mentionné dans aucun document contemporain ; pourtant, certaines généalogies modernes avancent, sans source, qu’il se serait marié avec une certaine « Gerberge de Nantes », une fille par ailleurs inconnue d’Alain Barbetorte et d'une pseudo Roscille d’Anjou (l’existence de cette dernière union n'est, elle aussi, confirmée par aucun document contemporain).
De cet hypothétique mariage serait né un fils, Conan. Par ailleurs, au XVIIe siècle, Augustin du Paz lui attribue un autre fils : Martin, père de Riwallon de Vitré.
Il convient de souligner que Conan Ier de Bretagne porte le même nom que le fils et héritier du roi Erispoë, et que Conan et son fils Geoffroi Ier de Bretagne auraient, selon Arthur de la Borderie et René Merlet, encore été surnommés « Bérenger ».
Il aurait eu une fille, Sprota, qui aurait épousé à la Danesche-Manere Guillaume Longue-Épée, et qui aurait été envoyée à Rouen en 931 pour échapper au révolté Rioulf.

## Comte de Rennes
Les mentions de l’activité de Bérenger/Juhel Bérenger comme comte de Rennes se situent entre environ 922 et 970.
- Entre le 29 juin 922 et le 15 juin 923 : le comte Bérenger prête hommage au roi des Francs Robert Ier[7].
- 931 : Bérenger est mentionné dans le cartulaire de l’abbaye de Redon[8] avec le titre de « Consul ». Cette même année, il aurait participé à la révolte des Bretons contre l’envahisseur scandinave, qui fut réprimée par le duc Guillaume Ier de Normandie. Ce dernier était un petit-fils attesté du marquis Bérenger II de Neustrie, ce qui peut expliquer la mansuétude dont bénéficia le comte de Rennes à cette occasion[9].
- 939 : il participe au combat de Trans, aux côtés du duc Alain II de Bretagne, contre les Normands de la Loire[10].
- 942 : d'après le témoignage de Dudon de Saint-Quentin, suivi par Guillaume de Jumièges, les « Bretons Bérenger et Alain » sont présents aux côtés du duc Guillaume de Normandie lorsque celui-ci est tué, le 17 décembre 942 à Picquigny dans la Somme, dans un guet-apens lors d'une entrevue avec Arnoul Ier de Flandre[11].
- 944 : selon la Chronique de Flodoard, les « princes Béranger et Alain » se livrent à une guerre fratricide, que les Scandinaves mettent à profit pour piller de nouveau la Bretagne[9].
- 944/952 : le comte « Iudhael » est témoin d'une charte d'Alain II de Bretagne[12].
- Après 952 : après la mort du duc Alain II, il entre dans la vassalité de Thibaud Ier de Blois, oncle et tuteur de Drogon de Bretagne, et contrôle pour son compte le Nord-Est de la Bretagne[13].
- Entre 952-960 : le comte Juhel confirme à Nantes une charte notice relatant une donation à Saint-Guénolé par un certain Moïse[14].
- 958 : « Berengerii comitis » est présent lors d'une assemblée d'évêques et de seigneurs bretons en Anjou[15].
- septembre 958 : le comte Bérenger apparaît pour la dernière fois dans un acte daté de manière précise[16].
- vers 960 : Selon la Chronique de Nantes, affaibli par l’âge, il est lui-même mis sous tutelle par l’entreprenant archevêque de Dol, Wicohen, qui contrôle la Domnonée[17].
- 960 : Pierre Le Baud relève la mort de « Juhael Beranger comte de Rennes »[18].
- entre 958 et 979 : le comte Juhel confie sa fille Penvéan, ainsi que la paroisse qui porte son nom, à Saint Cunval[19].
- entre 965-972 : le pape Jean XIII adresse un message aux chefs bretons Berangarius et filius suus Conanus afin de les inviter à rentrer dans l'obédience de la Métropole de Tours[20].